# Jean Trembley
Jean Trembley (* 13. April 1749 in Genf; † 18. September 1811 in Le Mas-d’Agenais) war ein Genfer Mathematiker und Philosoph.

## Leben
Jean Trembley war der Sohn von Jacques-André Trembley (* 8. Oktober 1714 in Genf, † 24. April 1763 ebenda), Hochschullehrer und Rektor an der Universität Genf und dessen Ehefrau Anne (1728–1763), eine Tochter des Arztes Pierre Colladon (1681–1740). Sein Onkel war der Naturforscher Abraham Trembley (1710–1784) und sein Cousin, der Politiker, Jean-Charles Trembley (1764–1846).
Jean Trembley heiratete am 24. November 1790 in Vich Marie-Elisabeth (* 24. Oktober 1765), eine Tochter des Marc-Etienne de Ribeaupierre (1723–1785). Gemeinsam hatten sie zwei Kinder:
- Louise Trembley (* 1792);
- Julie Trembley (* 1795).

Er begann ein Studium der Rechtswissenschaften an der Universität Genf, wechselte aber nach kurzer Zeit bereits das Studienfach und studierte dann, als Assistent unter der Leitung von Jacques-André Mallet, Direktor des Genfer Observatoriums, Astronomie, und dazu noch Philosophie und Psychologie, hier hörte er die Vorlesungen von Charles Bonnet.
1767 promovierte er bei Horace Bénédict de Saussure mit einer Dissertation über die Fortpflanzung.
1786 reiste er von Paris aus in den Norden Europas und zog 1794, auf der Flucht vor der Französischen Revolution, die inzwischen Genf erreicht hatte, nach Berlin, dort hielt er sich bis Anfang 1807 auf und liess sich anschliessend in Frankreich nieder.

### Naturwissenschaftliches Wirken
Jean Trembley trug mit zur Entwicklung der Differentialgleichungen und der Wahrscheinlichkeitsrechnung bei und löste physikalische sowie mechanische Aufgaben mit Hilfe der Geometrie. Er veröffentlichte auch psychologische Abhandlungen, deren originellste 1781 in den Verhandlungen der Akademie der Wissenschaften erschien und den Nutzen sowie die Weiterentwicklung der Psychologie betraf.

### Philosophisches Wirken
Jean Trembley war eine charakteristische Figur der Aufklärung in der Schweiz und es gelang ihm, Brücken zwischen dem französischen und dem deutschen Kulturraum zu schlagen, indem er ein Werk des deutschen Philosophen Johann Heinrich Lambert in französischer Sprache vorstellte. Er postulierte die moralische und kognitive Bedeutung von empirischen Fakten in der Mathematik, Physik, Psychologie, Ästhetik, Theologie und Politik und trat zum Kampf gegen Vorurteile an, die seiner Meinung nach im Systemdenken lagen.

## Mitgliedschaften
- Seit 1784 korrespondierendes Mitglied der Académie des sciences und später des Institut de France.
- 1793 wurde er zum Ehrenmitglied der Russischen Akademie der Wissenschaften in St. Petersburg ernannt.
- 1794 wurde er als Ordentliches Mitglied der Preußischen Akademie der Wissenschaften in Berlin aufgenommen, 1807 erhielt er die Ehrenmitgliedschaft.

## Schriften (Auswahl)
- Dissertatio physica de generatione. Genevae: Ex typographia Steph. Blanc et J.P. Bonnant, 1767.
- Edward Waring; John Archdeacon; Jean Trembley: Meditationes Algebraicæ. Ab Edvardo Waring, M.D. Mag. Coll. Cantab. Soc. Matheseos professore Lucasiano, Regiæ societatis, et Bononiensis scientiarum academiæ socio. Cantabrigiæ: Typis Academis excudebat J. Archdeacon. Veneunt apud J. Woodyer, Cantabrigiae; J. Beecroft, T. Payne, et T. Cadell, Londini; et D. Prince, Oxon. 1770.
- Nouvelle ouverture de conciliation, ou, Voie simple et abrégée de parvenir à une prompte et solide pacification. 1779.
- Jean Trembley; Johann Heinrich Lambert: Exposition de quelques points de la doctrine des principes de Mr. Lambert. La Haye, 1780.
- Traité de l'utilité de la science psychologique, ou Réponse à la question proposée par la Société de Harlem... In Verhandelingen uitgegeeven door de Hollandsche Maatschapye der Weetenschappen te Haarlem 1781.
- Second moyen de nous concilier par nous-mêmes dans les circonstances présentes. 1782.
- Essai de trigonométrie sphérique, contenant diverses applications de cette science à l'astronomie, par Jean Trembley. Neuchâtel: Impr. de S. Fauche père et fils, 1783.
- Essai sur les préjugés: où l'on traite principalement de la nature et de l'influence des préjugés philosophiques. 1790.
- Recherches sur les intégrales particulières des équations différentielles. Berlin 1793.
- Memoire pour servir à l'histoire de la vie et des ouvrages de M. Charles Bonnet. Berne La Nouvelle Société Typographique 1794.
- Jean Trembley; Johann August Nösselt: Ueber Carl Bonnet: Geschichte seines Lebens und seines Geistes. Halle: Waisenhaus Buchhandlung, 1795.
- Recherches sur les intégrales premières des équations aux différences partielles du second degré et du troisième à trois variables. S. Pétersbourg, 1803.

Er publizierte 30 Artikel in den Nouveaux Mémoires de l'Académie Royale (1775) und Mémoires de l'Académie de Berlin (1786–1787 und 1792–1804).